# Casalmaiocco
Casalmaiocco är en ort och kommun i provinsen Lodi i regionen Lombardiet i Italien. Kommunen hade 3 145 invånare (2018).